# Club Antonin Artaud
Le Club Antonin Artaud est une structure psychiatrique extra-hospitalière de Bruxelles. Il a été fondé en 1962 entre autres par Jean Raine et le médecin Gaetan Bradfer. Dans ces années, plusieurs structures extrahospitalières sont créées afin de moderniser la psychiatrie belge telles que L'Équipe à Anderlecht en 1964, Le Gué en 1968 à Woluwé-Saint-Lambert ou la Free Clinic à Ixelles en 1972.
Grâce à la présence de Jean Raine, le Club Antonin Artaud a attiré pendant les années 1960 différents membres du champ culturel et universitaire comme l'artiste Marcel Broodthaers, les cinéastes Paul Danblon et Boris Lehman, le professeur de sociologie Robert Kaufmann et le musicien Jean Tournay.

## Publications
Disponibles en ligne (téléchargeables en PDF)
- L’art ou la thérapie, Dr François Tirtiaux
- Quelle clinique de la création, Dr François Tirtiaux
- Un autre regard sur la (les) psychose(s)	, Dr François Tirtiaux
- Philosophie des ateliers créatifs, 	Dr François Tirtiaux
- La créativité : quelques repères historiques, Yves Bibrowski
- Dépendance et institution, Yves Bibrowski
- Le modèle de la fréquentation modulée, Dr François Tirtiaux
- Pour le dire autrement : Actes de la journée d’étude du 22-10-2012
- Entre social et thérapeutique, quel modèle commun pour nos institutions ?, Dr Frédéric ROLLAND, Revue des Hôpitaux de Jours Psychiatriques et des Thérapies Institutionnelles
- Art, santé mentale et regard social,  Dr  Frédéric ROLLAND / PFCSM, Colloque : 25 ans de concertation en santé mentale à Bruxelles